# 잔니 아멜리오
잔니 아멜리오(Gianni Amelio, 1945년 1월 20일 ~ )는 이탈리아의 영화 감독이다.

## 출연 작품
- 함마메트 (2019)
- 카사 드알트리 (2017)
- 테네레차: 홀딩 핸즈 (2017)
- 해피 투 비 디퍼런트 (2014)
- 외로운 영웅 (2013)
- 보이 시에트 쿠이 (2011)
- 더 퍼스트 맨 (2011)
- 사라진 별 (2006)
- 하우스 키 (2004)
- 우리가 웃는 법 (1998)
- 라메리카 (1994)
- 어린이 도둑 (1992)
- 오픈 도어스 (1990)
- Bertolucci secondo il cinema (1976) - 다큐멘터리